# Macrocarpaea ovalis
Macrocarpaea ovalis là một loài thực vật có hoa trong họ Long đởm. Loài này được (Ruiz & Pav.) Ewan mô tả khoa học đầu tiên năm 1948.